# 切尔切纳斯科
切尔切纳斯科（義大利語：Cercenasco），是意大利北部皮埃蒙特大区都靈廣域市的一个市镇。总面积13.1平方公里，总人口1864，人口密度142.3人/平方公里（2010年12月31日）。